# Peter Schmid (Politiker, 1951)

Peter Schmid (1991)

Peter Schmid (* 24. April 1951 in Basel) ist ein Schweizer Politiker (SP) und Kirchenpolitiker. Er war von 1989 bis 2003 Erziehungsdirektor des Kantons Baselland, von 2003 bis 2012 Präsident der Fachhochschule beider Basel, bzw. der Fachhochschule Nordwestschweiz. Von 2002 bis 2017 war er Mitglied des Rates des Schweizerischen Evangelischen Kirchenbundes.

## Politik
Schmid wurde 1975 in den basellandschaftlichen Landrat gewählt und war von 1983 bis 1987 Präsident der SP-Fraktion. Im Landrat präsidierte er u. a. die Geschäftsprüfungskommission und die Petitionskommission, daneben mehrere Spezialkommissionen. 1987 und 1988 war er Präsident der SP Baselland. Nach seiner Wahl in den Regierungsrat im Jahr 1989 gehörte er als Vorsteher der Erziehungs- und Kulturdirektion vom 1. Mai 1989 bis zum 30. Juni 2003 der Regierung des Kantons Basel-Landschaft an. Während seiner ganzen Zeit als Erziehungsdirektor im Kanton Baselland war er Mitglied des Vorstandes der Schweizerischen Erziehungsdirektorenkonferenz. (EDK). Zudem war er Mitglied des ersten Universitätsrates der Universität Basel. 
Von 1995 bis 2002 war er Präsident des Organisationskomitees des Eidgenössischen Turnfestes in Baselland. 2002 verlieh ihm der Schweizerische Turnverband (STV) die Ehrenmitgliedschaft. 
In seine Zuständigkeit fiel der Aufbau der bikantonalen Trägerschaft der Universität (beider) Basel. Der Aufbau der Fachhochschulen und der Ausbau der Berufsbildung. Mit einem neuen Gesetz zur Sportförderung wurde die Basis zu einer Sportförderung in Baselland gelegt. Ein Kulturvertrag mit Basel-Stadt regelte die Unterstützung regionaler Kultureinrichtungen neu. Die Schulgesetze wurden durch ein umfassendes Bildungsgesetz abgelöst als neue Basis für das Bildungswesen des Kantons Basellandschaft. Totalrevision des Stipendiengesetzes.
Die Vereinigung für eine Starke Region Nordwestschweiz würdigte die grenzüberschreitende Politik 2003 mit dem Förderpreis.
Nach Beendigung seiner Regierungstätigkeit wurde Peter Schmid Präsident des Fachhochschulrates der Fachhochschule beider Basel. Die Regierungen der Kantone Aargau, Baselstadt, Baselland und Solothurn ernannten ihn zum Präsidenten der Projektsteuerung zur Gründung der Fachhochschule Nordwestschweiz (FHNW). Von 2006 bis 2012 war er der erste Präsident des Fachhochschulrates der FHNW. Seine wichtigsten Anliegen waren der Aufbau tragfähiger Strukturen, die systematische Weiterentwicklung der Forschung, die sozialpartnerschaftliche Regelung der Arbeitsbedingungen und das Einrichten einer Mitwirkungskultur für Mitarbeitende und Studierende.
Seit 2018 ist er Stiftungsratsmitglied der SP-nahen Bildungsstiftung "Anny-Klawa-Morf". Hauptzweck der Stiftung sei es, politische Bildungs-, Grundlagen- und Dialogarbeit, um sie auch operativ möglichst operativ von der Partei zu trennen, sitzen im Stiftungsrat vorwiegend Sozialdemokraten, die kein politisches Mandat mehr ausüben.

## Kirche
Als diplomierter Sozialarbeiter FH und Katechet war Schmid der reformierten Kirche immer eng verbunden. Theologische Studien in Berlin und Basel folgten. Bevor er Berufspolitiker wurde, arbeitete er in der Kirchgemeinde Muttenz und von 2003 bis 2017 war er Mitglied des Rats des Schweizerischen Evangelischen Kirchenbunds. Die theologische Fakultät der Universität Basel verlieh ihm 2003 die Ehrendoktorwürde. Seit 2011 war Peter Schmid Vizepräsident des Rates. Er vertrat den SEK auf vielfältige Weise bei der Evangelischen Kirche in Deutschland. 2014 (bis Ende 2017) übernahm er das Präsidium des neu konzipierten Institutes für Theologie und Ethik des SEK. Von 2013 bis 2017 war er Mitglied des wissenschaftlichen Beirates für das Reformationsjubiläum 2017 in Deutschland. Von 2014 bis 2015 leitete er die Visitationskommission der Reformierten Kirche Baselland.

## Weitere Mandate
Von  2004 bis 2024 war Peter Schmid Präsident des "Freundeverein Zoo Basel". Die Förderung der Bildungsarbeit des "Zolli" ist ihm ein besonderes Anliegen. Zudem beschäftigt er sich mit der Ethik der Tier–Mensch–Beziehung. Der Verein unterstützt den Zoo Basel konsequent auf den vier Feldern wissenschaftlich geführter Zoos: Bildung, Tier- und Artenschutz, Forschung und Erholung. Am 12. Juni 2024 ernannte ihn die Jahresversammlung zum Ehrenmitglied.  
Peter Schmid ist seit 2003 Mitglied des Verwaltungsrates der ipso!Bildung – vormals Basler Bildungsgruppe und bis zum 30. Juni 2021 der Cornelsen Schulverlage Schweiz AG. Er ist zurzeit (2021) Vizepräsident des Verwaltungsrates und Mitglied des Verwaltungsrats-Ausschusses. Er war 2004 bis 2019 Vorsitzender des Kuratoriums Frey-Grynäum in Basel (Schweiz); seit 2011 Präsident der Trägerschaft "Gare du Nord" – dem Bahnhof für Neue Musik in Basel. Von 2003 bis 2016 war Peter Schmid Mitglied des Vorstandes von Baselland Tourismus. 2016 wurde er mit der Ehrenmitgliedschaft ausgezeichnet.

## Privates
Peter Schmid ist in Binningen aufgewachsen und lebt in Liestal  und in Latsch GR. Er ist verheiratet mit Magdalena Schmid-Scheibler und Vater einer Tochter und eines Sohnes und Grossvater zweier Enkelinnen und eines Enkels. Er war begeisterter Pfadfinder bei der Pfadfinderabteilung Rheinbund in Basel. Beim Rheinbund war er u. a. Abteilungsleiter, Obmann des Abteilungsrates und Präsident der Stiftung Rheinbundhaus Hochwald. 1998 wurde er mit der Ehrenmitgliedschaft ausgezeichnet.

## Publikationen
- «In diese Welt hineinschauen», zum 50. Todestag von Leonhard Ragaz, in «Reformatio», April 1997
- «The Significance of Karl Barth’s Theology for Contempory Issues in the 21st Century», in The Princeton Seminary Bulletin, Nr. 3, 2002
- «Es gilt das gesprochene Wort», ausgewählte Reden von Peter Schmid, herausgegeben von Martin Leuenberger und René Salathé, Schwabe, 2003
- «Standortbestimmungen am Standort Basel-Landschaft», in Christina Kurth/Peter Schmid (Hrsg.), Das christlich-jüdische Gespräch, Kohlhammer, 2000
- «Wie begegnen sich Staat und Religion?», in Gabriella Gelardini/Peter Schmid (Hrsg.), Theoriebildung im christlich-jüdischen Dialog, Kohlhammer, 2004
- «Die Maurerstreikpredigt von Leonhard Ragaz», in Katrin Kusmierz/Niklaus Peter (Hrsg.), dreissig-, sechzig-, hundertfältig – Basler Predigten aus sechs Jahrhunderten, TVZ, 2004
- «Das Volk mit Milch tränken – die Predigt als öffentliche Rede», in Gabriella Gelardini (Hrsg.), Kontexte der Schrift, Kohlhammer, 2005
- «Achtung oder Verachtung: Stiftet oder stört Religion eine Kultur des Respekts?», in Georg Pfleiderer/Ekkehard W. Stegemann, Religion und Respekt, TVZ, 2005
- «Gegen die religiöse Sprachlosigkeit», in «Reformatio», TVZ, September 2005
- «Die Reformierten reformieren! Der Reformprozess des SEK», in: Schweizerisches Jahrbuch für Kirchenrecht, Bd. 14/2009, Bern 2010, 81-89
- «Schulen und Hochschulen heute», In: Muttenz zu Beginn des neuen Jahrtausends, Verlag des Kantons Basellandschaft, 2009
- «Für einen Kirchenbund in guter Verfassung.» In: Wo Gottes Wort ist - Die gesellschaftliche Relevanz von Kirche in der pluralen Welt (Festgabe für Thomas Wipf), Th. Flügge, M. Hirzel, F. Mathwig, P. Schmid (Hg.), TVZ, Zürich 2010
- «Wer ein Hochhaus baut, wird diskutiert», In: Christoph Merian Stiftung Basel, Jahresbericht 2011
- «Plädoyer für den nachvollziehbaren Mut». In: Politischer Gottesdienst, Katrin Kusmierz, David Plus (Hg.), TVZ, 2013
- «Feste Feiern - Baselbieterisches». In: Feste Feiern!, L. Müller, H.A. Ritter, R.Thiriet (Hg.), TVZ, 2015
- «Wie heisst der Reformator der Schweiz?», In: Mit dem Anfang anfangen, Eberhard Busch, Richard Kölliker (Hg.), 2015
- «Visitation 2013 - 2015»", i. A. des Kirchenrates der Evangelisch-reformierten Kirche des Kantons Basellandschaft, 2015
- «Sechs Begegnungen mit Walter Eglin» (Festansprache) In: Der steinige Weg des Walter Eglin, Freundeskreis Walter Eglin (Hg); Johannes Petri, 2016
- Leonhard Ragaz - das Basler Allerlei; in: Luzius Müller (Hg.), Im Geiste der Reformation, TVZ, Zürich, 2017
- Wunderfitz und Redeblitz; in René Salathé (Hg.), Bleibende Spuren, Reinhardt-Verlag Basel, 2017
- In aller Freundschaft - über die Zukunft der Zoo-Vereine, in Almanach 2020, Gemeinschaft der Zooförderer, Wuppertal, 2020
- Nach Kräften zu sein!; Punkt-Strich-Punkt-Punkt - 100 Jahre Pfadi Liestal, Verlag Baselland 2024